# چندپور-۳
چندپور-۳ (به لاتین: Chandpur-3) یک منطقهٔ مسکونی در بنگلادش است که در ناحیه چاندپور واقع شده‌است.